# Mem de Sá
Mem de Sá, também documentado como Mem de Sá Sottomayor (Coimbra, c. 1504 — São Salvador da Bahia de Todos os Santos, 2 de março de 1572), foi um nobre e administrador colonial português.
Meio-irmão do poeta Francisco de Sá de Miranda, era filho de Gonçalo Mendes de Sá, cónego da Sé de Coimbra e de mulher desconhecida, e neto paterno de João Gonçalves de Crescente, cavaleiro fidalgo da Casa Real, e de sua mulher Filipa de Sá que viveram em São Salvador do Campo em (Barcelos) e em Coimbra, no episcopado de D. João Galvão.
Obteve o diploma em leis pela Universidade de Salamanca, na Espanha, em 1528. Ainda jovem, partir de 1532, exerceu o cargo de juiz desembargador dos Agravos da Casa da Suplicação. Foi nomeado como terceiro governador-geral do Brasil, de 1558 a 1572, sucedendo a D. Duarte da Costa (1553-1558).
Chegou a Salvador, na Bahia, em 28 de dezembro de 1557. Tomou posse do Governo em 1558.
Em sua nomeação para governador-geral, estabelecida por carta régia, o rei D. João III concedeu-lhe amplos poderes no âmbito cível e penal, o que não ocorrera nos governos anteriores.
Procurou pacificar a colônia, liderando a guerra contra o gentio revoltado. Nessa luta, perdeu o filho, Fernão de Sá, em combate na Batalha do Cricaré, na então Capitania do Espírito Santo.
Os 14 anos de seu governo caracterizaram-se por importantes realizações, tais como a fundação da cidade de São Sebastião do Rio de Janeiro em 1 de março de 1565, por seu sobrinho Estácio de Sá; a expulsão dos franceses, em 1567, com o auxílio do mesmo sobrinho, que morreu de flechada recebida na luta, e o aldeamento de tribos indígenas em missões (reduções).

## A expulsão dos franceses do Rio de Janeiro
Em março de 1560, com os recursos da esquadra de Bartolomeu Vasconcelos da Cunha e com as informações do desertor francês Jean de Coynta (Senhor de Boulés), derrotou o estabelecimento francês da França Antártica, na baía de Guanabara, ao destruir o Forte Coligny. Sem recursos para guarnecer o local, os franceses, que ali se haviam estabelecido desde 1555 e que haviam conseguido escapar e se refugiar nas matas com seus aliados Tamoios em 1560, voltaram e se reorganizaram.
A expulsão desses franceses seria o grande feito de seu governo, em janeiro de 1567. Os invasores haviam estabelecido relações cordiais com os indígenas, incitando-os contra os portugueses. Em 1563, os jesuítas José de Anchieta e Manuel da Nóbrega conseguiram firmar a paz entre os portugueses e os referidos tamoios, que ameaçavam a segurança de São Paulo e de São Vicente. Anchieta permaneceu cinco meses como refém dos indígenas em Iperoig, aldeamento onde é hoje a cidade de Ubatuba, no litoral norte do atual estado de São Paulo. A chamada Paz de Iperoig, negociada pelos dois sacerdotes, permitiu a sobrevivência do Colégio dos Jesuítas de São Paulo e a permanência dos portugueses. Assim, no primeiro ataque, em 1560, contra os invasores na Guanabara, Mem de Sá conseguira destruir o forte Coligny, na ilha de Serigipe (atual ilha de Villegagnon, após o que retornou à capitania da Bahia. Os franceses, refugiados junto aos indígenas, seus aliados, retornaram às suas atividades de escambo.

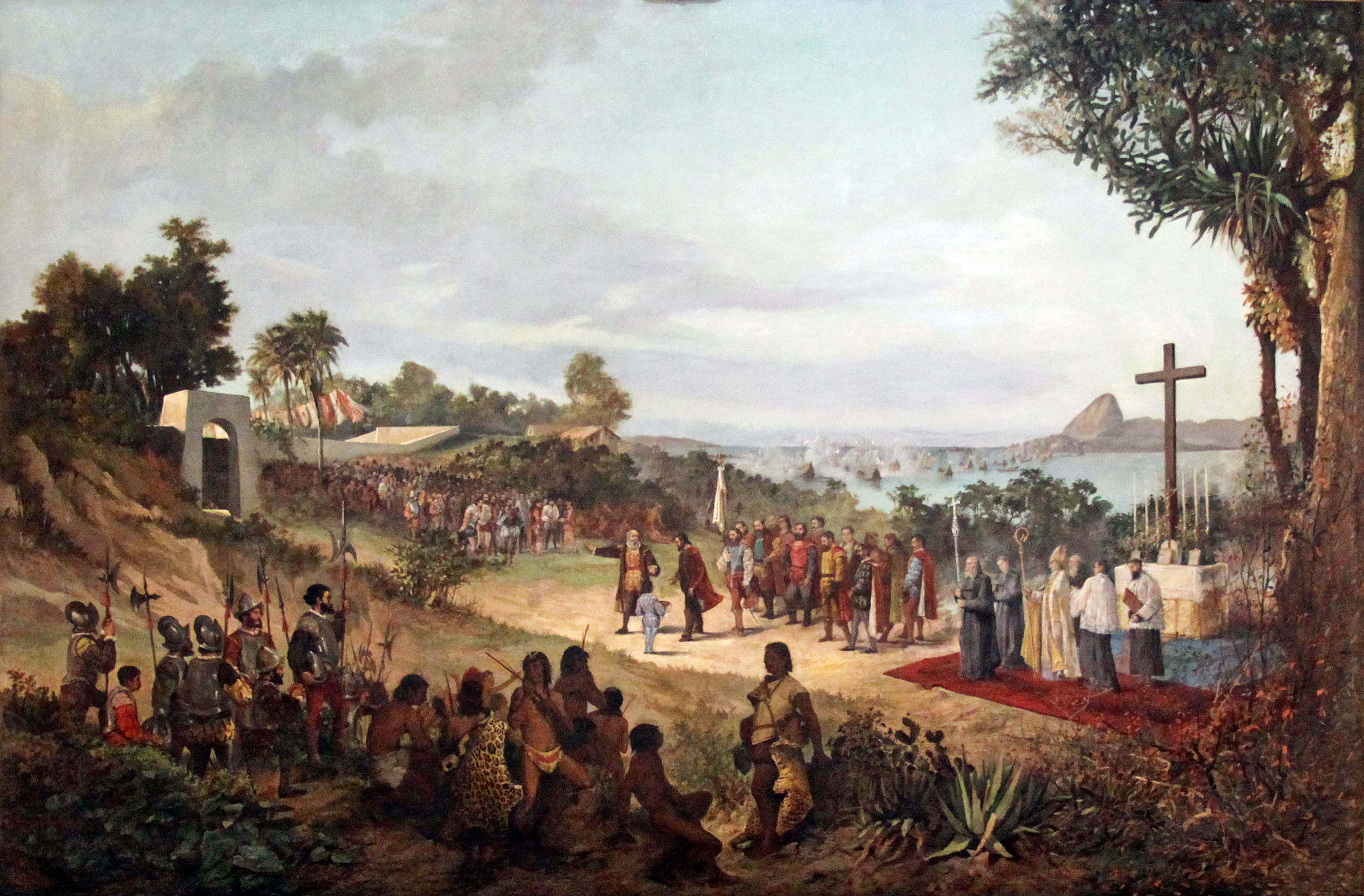
Fundação da Cidade do Rio de Janeiro: Mem de Sá entrega as chaves da cidade ao alcaide e nomeia o Senado da Câmara o mais pessoal da administração.

Em 1 de março de 1565, o sobrinho de Mem de Sá, Estácio de Sá, fundou a cidade de São Sebastião do Rio de Janeiro, que se tornou a base das operações dos portugueses na luta contra os franceses. A expulsão definitiva destes só foi conseguida após muitas lutas. Estácio de Sá, com a ajuda de tropas do governador e da capitania de São Vicente, derrotou os invasores depois da batalhas de Uruçu-Mirim e de Paranapuã (atual ilha do Governador). Destacaram-se nos combatentes, lado a lado com os portugueses, os Temiminós da capitania do Espírito Santo, sob o comando de Araribóia. Como recompensa, esse chefe indígena recebeu uma sesmaria na região da baía de Guanabara, onde fundou a vila de São Lourenço dos Índios (atual cidade de Niterói).
Mem de Sá determinou a transferência da cidade, para melhor a defender, para o morro do Castelo.
Na Bahia, como os ataques indígenas constituíram um fator desestabilizador, desde 1559 havia ordenado guerra aos Tupiniquins, na antiga capitania de Ilhéus, pacificando-os pela força. Em 1564, os Aimorés atacaram Caravelas, Porto Seguro, Ilhéus e as terras em frente ao arquipélago de Cairu. No governo de Manuel Teles Barreto (1583-1587), os Aimorés (Botocudos) voltariam a atacar a mesma região e, em 1597, deflagrariam uma ofensiva do rio Paraguaçu até Porto Seguro.
Governou até 1572, ano de sua morte. O seu sucessor, D. Luís de Vasconcelos, que havia sido enviado em 1570 para o substituir, foi morto durante a viagem quando o seu navio foi atacado por corsários franceses. O governo ficou entregue a outro seu sobrinho, Salvador Correia de Sá. Para facilitar a administração, em 1572 a Corte estabeleceu dois governos: um, ao Norte, com sede em Salvador; outro ao Sul, com sede no Rio de Janeiro. A divisão não produziu os resultados esperados e o governo foi reunificado, em 1578, com sede em Salvador.

## Fatos marcantes no governo
Em seu governo registraram-se como feitos:
- a chegada do segundo Bispo nomeado para o Brasil, D. Pêro Leitão (1559);
- a pacificação dos Tamoios (Confederação dos Tamoios) pelos padres jesuítas Manuel da Nóbrega e José de Anchieta, concluída pelo armistício de Iperoig (1563);
- a organização das Entradas de Vasco Rodrigues Caldas (1561), de Luís Martins e Brás Cubas e a de Martim Carvalho (1567 ou 1568).
- Em setembro de 1570 escreveu o documento Instrumento de serviços, onde fazia uma exposição de suas realizações para a Coroa portuguesa desde que partiu do Reino e Portugal, em 1557.[2]

## Toponímia
Em 1933 a Câmara Municipal de Lisboa homenageou o governador do Brasil dando o seu nome a uma rua no Novo Bairro dos Franceses, junto à Avenida General Norton de Matos.